# Xantomatosis cerebrotendinosa
La xantomatosis cerebrotendinosa es una enfermedad metabólica producida por el déficit de la enzima 27-hidroxilasa. Se debe a un trastorno de origen genético que está localizado en el gen CYP27A1, situado en el cromosoma 2. Fue descrita por Van Bogaert en 1937 y está considerada una enfermedad rara.
El gen anómalo se transmite de padres a hijos. La herencia es autosómica recesiva, lo que significa que para que una persona presente los síntomas de la enfermedad debe haber recibido una copia del gen mutante de cada uno de sus dos progenitores.  En caso de que un individuo presente un gen anómalo y otro normal, no se producen síntomas, esta situación se conoce como portador. 
El defecto enzimático ocasiona una alteración en la síntesis del ácido cólico y quenodesoxicólico por el hígado, produciéndose unas cantidades elevadas de colestanol que se almacena en diferentes tejidos, entre ellos el cerebro. Por ello se incluye dentro del grupo de  las enfermedades por almacenamiento de lípidos o lipidosis.
Los síntomas principales consisten en aparición de xantomas en los tendones, presencia de cataratas a edades juveniles y diferentes trastornos neurológicos que incluyen déficit de las capacidades intelectuales, alteraciones psiquiátricas, enfermedad de  Parkinson y epilepsia.
El tratamiento estándar es la terapia de reemplazo de ácido quenodesoxicólico (CDCA). También se siguen los niveles de colesterol en suero. Si la hipercolesterolemia no se controla con CDCA, también se puede usar un inhibidor de la HMG-CoA reductasa ("estatinas" como la Simvastatina).

## Principales lipidosis
- Enfermedad de Gaucher.
- Enfermedad de Niemann-Pick.
- Enfermedad de Fabry
- Enfermedad de Wolman
- Xantomatosis cerebrotendinosa
- Sitosterolemia
- Enfermedad de Refsum
- Enfermedad de Tay-Sachs
- Leucodistrofia metacromática.[2]